# Liste des cavités naturelles les plus longues de l'Oise

Département de l'Oise.

La liste des cavités naturelles les plus longues de l'Oise recense sous la forme d'un tableau, les cavités souterraines naturelles connues, dont le développement est supérieur à vingt mètres.
La communauté spéléologique considère qu'une cavité souterraine naturelle n'existe vraiment qu'à partir du moment où elle est « inventée » c'est-à-dire découverte (ou redécouverte), inventoriée, topographiée et publiée. Bien sûr, la réalité physique d'une cavité naturelle est la plupart du temps bien antérieure à sa découverte par l'homme ; cependant tant qu'elle n'est pas explorée, mesurée et révélée, la cavité naturelle n'appartient pas au domaine de la connaissance partagée.
La liste spéléométrique des plus longues cavités naturelles de l'Oise (> 20 m) est  actualisée fin 2018.
La plus longue cavité répertoriée dans le département de l'Oise est la diaclase de Saint-Mard (cf. ligne 1 du tableau ci-dessous).

## Oise (France)

### Cavités de développement supérieur à20m
5 cavités sont recensées au 31-12-2018.
| Réf. | Cavités (autres noms)               | Communes              | Massifs ou zones géographiques | Coordonnées (WGS 84)        | Développement (en mètres) | Dénivelée (en mètres) | Sources ou références     | Mises à jour |
| ---- | ----------------------------------- | --------------------- | ------------------------------ | --------------------------- | ------------------------- | --------------------- | ------------------------- | ------------ |
| 1    | Diaclase de Saint-Mard              | Vez                   |                                | 49° 15′ 25″ N, 3° 00′ 32″ E | +0 00070, m               | +0013, m              | Spéléométrie de la France | 2000-00      |
| 2    | Grotte de la carrière de Marquemont | Monneville            |                                | 49° 13′ 04″ N, 1° 58′ 02″ E | +0 00055, m               | +0000, m              | Spéléométrie de la France | 2000-00      |
| 3    | Diaclase du Petit Valmar            | Saint-Vaast-lès-Mello |                                |                             | +0 00054, m               | +0000, m              | Spéléométrie de la France | 2000-00      |
| 4    | Diaclase SV 3                       | Saint-Vaast-lès-Mello |                                |                             | +0 00040, m               | +0000, m              | Spéléométrie de la France | 2000-00      |
| 5    | Grotte de Mouy                      | Angy                  |                                |                             | +0 00036, m               | +0000, m              | Spéléométrie de la France | 2000-00      |